# EN 50436
EN 50436 är en serie europeiska standarder för alkolås.
Ett alkolås består av ett instrument för att mäta utandningsalkohol och en startspärr kopplat till fordonets startsystem. Installationen är möjlig i olika fordon såsom bilar, bussar, tunga fordon, motorcyklar eller tåg. Ett utandningsprov måste lämnas innan fordonet startas, alternativt förflyttas. Alkolåset förhindrar start om föraren har alkohol över gränsvärdet. Alkolåsets huvudkomponenter är handenheten med ett munstycke och mätsystem för alkohol och manipulation samt en kontrollbox (installerad dolt) som blockerar respektive tillåter start. Det finns ett flertal områden där alkolås kan användas:
- Installerat i förebyggande syfte för ökad trafiksäkerhet, på frivillig grund eller enligt lagkrav (exempelvis skolskjuts)
- I fordon för villkorat körkort efter rattfylleridom som alternativ till spärrtid
- För personer i medicinska- eller rehabiliteringsprogram

## Standard serie EN 50436
Europeiska standarderna EN 50436 „Alcohol interlocks - Test methods and performance requirements“ är utvecklade sedan 2013 av kommittén BTTF 116-2 Alcohol interlocks inom Comité Européen de Normalisation Électrotechnique (CENELEC). Medlemmarna är nominerade av nationella standardiseringsorgan från ett flertal europeiska länder. De representerar juridiska myndigheter, vägtrafikmyndigheter, trafiksäkerhetsorganisationer, fackförbund, testlaboratorier samt tillverkare av alkolås och fordon. Sekretariatet är organiserat av Deutsche Kommission Elektrotechnik Elektronik Informationstechnik im DIN und VDE (DKE). 
Kommittén har under ordförandeskap av Dr. Habil Johannes Lagois, och från 2016 Dr. Stefan Morley, utvecklad en serie standarder under EN 50436. Dessa standarder har under tiden refererats i lagar och regleringar i ett flertal europeiska länder såväl som tekniska krav för användandet av alkolås.
Serien EN 50436 specificerar testprocedurer och grundläggande tekniska krav för alkolås och är en guide för myndigheter, beslutsfattare, inköpare och användare. Dessutom beskriver de krav på fordon för installationen av alkolås. Standarderna kan köpas genom nationella standardiseringsorganen som är medlemmar av CENELEC.

## EN 50436-1
Alcohol interlocks - Test methods and performance requirements - Part 1: Instruments for drink-driving-offender programs
- 1:a utgåvan: November 2005
- Uppdatering av 1:a utgåvan: Juni 2009 (Fransk titel ändrad)
- 2:a utgåvan: Januari 2014[1]

Standarden specificerar testmetoder och krav för alkolås för användning i villkorade körkortsprogram såväl som andra program som övervakas på liknande sätt.
Standarden är också applicerbar på alkolås som integreras i andra kontrollsystem och tillbehör som kopplas till alkolåset.
De tekniska kraven är i huvudsak riktade till testlaboratorier och tillverkare av alkolås. Den definierar krav och testmetoder för typgodkännande.
De viktigaste och mest omfattande kraven omfattar:
- mätnoggrannhet av alkoholkoncentrationen,
- omgivningsförhållanden med olika temperaturer och luftfuktighet,
- tid för att bli redo för test,
- hållbarhetsprov med vibrationer och falltest,
- metoder mot manipulation,
- influens av andra ämnen än alkohol,
- långtidsstabilitet,
- elektriska test för spänningsmatning och kortslutning,
- elektromagnetisk kompatibilitet,
- manual och installationsinstruktioner.

2:a utgåvan har utökat antalet prov, och stramat åt kraven i befintliga.
2:a utgåvan omfattar nu även tillbehörsutrustning godkänd av alkolåsleverantören som en del i systemet och som avses vara en del av funktionen under användandet, exempelvis GPS system,  kameror eller system för att överföra data till myndigheter.
Innehållet är baserat på erfarenhet och behov från villkorade körkortsprogram i olika länder under flera årtionden. Därför bör alkolås som används inom villkorade körkortsprogram minst bli verifierade mot denna europeiska standard och uppfylla dessa kraven.

## EN 50436-2
„EN 50436-2: Alcohol interlocks - Test methods and performance requirements - Part 2:  Instruments having a mouthpiece and measuring breath alcohol for general preventive use“
- 1:a utgåvan: December 2007
- Uppdatering av 1:a utgåvan: Juni 2009 (Fransk titel ändrad)
- 2:a utgåvan: Januari 2014[2]
- Tillägg A1 to 2:a utgåvan: Mars 2015[3]

Standarden specificerar testmetoder och krav för alkolås i förebyggande syfte
Standarden är också applicerbar på alkolås som integreras i andra kontrollsystem och tillbehör som kopplas till alkolåset.
De tekniska kraven är i huvudsak riktade till testlaboratorier och tillverkare av alkolås. Den definierar krav och testmetoder för typgodkännande.
2:a utgåvan har utökat antalet prov, och stramat åt kraven i befintliga. I 2:a utgåvan av EN 50436-2 refereras krav i EN 50436-1 och EN50436-2 beskriver enbart skillnader jämfört med del 1.
De viktigaste skillnaderna av testmetoder och krav i del 2 jämfört med del 1 är:
- temperaturintervallet där alkolåset måste fungera och mäta korrekt är -20 °C till 70 °C (istället för -40 °C till 85 °C);
- mätnoggrannheten på höga alkoholkoncentrationer är lägre (från 0,75 mg/l);
- inget krav på datalagring.

I tillägget A1 definieras vilka tillbehörskomponenter som behöver typtestas

## EN 50436-3
„EN 50436-3: Alcohol interlocks - Test methods and performance requirements - Part 3: Guidance for authorities, decision makers, purchasers and users“
- 1:a utgåva: Juli 2010, publicerad som teknisk rapport CLC/TR 50436-3
- 2:a utgåva: December 2016[4]

Detta är en guide för myndigheter, politiska beslutsfattare, transportföretag, inköpare, fackförbund, och användare och innehåller en rad rekommendationer för implementering och användande av alkolås. Det är en guide, och inte obligatoriskt, och innehåller inga krav.
Syftet med standarden är att guida i val av produkt, installation, användande och service av alkolås. Den riktar sig mot personer intresserade av alkolås, företag som säljer och installerar alkolås, samt till inköpare och användare. Standarden informerar om alkolås och dess användande.
Guiden är både för förebyggande användning samt i villkorade körkortsprogram.
2:a utgåvan omfattar även mer detaljerad beskrivning av villkorade körkortsprogram samt rekommendationer för grundläggande funktionsinställningar på alkolås.

## EN 50436-4
„EN 50436-4: Alcohol interlocks - Test methods and performance requirements - Part 4: Connection between the alcohol interlock and the vehicle“
- 1:a utgåvan: Mars 2007 publicerad som draft  prEN 50436-4,[5] innan projektet stoppades
- Ny draft under arbete: sedan Oktober 2014

Standarden specificerar gränssnittet mellan alkolåset och fordonet. Den beskriver kontaktdon med pinkonfiguration samt datakommunikation mellan alkolåset och fordonet via LIN.
Standarden är applicerbar både för förebyggande användning  (EN 50436-2) samt alkolås i villkorade körkortsprogram (EN 50436-1).
Standarden är främst för fordonstillverkare och tillverkare av alkolås.
Den publicerade draft utgåva 1 var baserad på den tidens fordonselektriska arkitektur. Det antas att en datakommunikation kommer vara en bättre lösning för framtiden, därför lades projektet i vila. 2014 startades det upp tillsammans med utvecklingen av del 7. Del 4 kommer innehålla detaljer i en sådan databuskommunikation.

## EN 50436-5
„EN 50436-5: Alcohol interlocks - Test methods and performance requirements - Part 5: Instruments measuring breath alcohol for general preventive use, not having a mouthpiece and compensating by carbon dioxide measurement"
- Inte publicerad, stoppad

Standarden syftade till att utveckla testmetoder för alkolås som används utan munstycke.
Med ett sådant instrument blåser föraren mot ett provtagningsområde på alkolåset. Vid utandningen späds utandningsluften med omgivande luft. För att avgöra exakt alkoholkoncentration måste tekniker användas för att kompensera för utspädningen. Ett exempel är att kompensera med hjälp av parallell mätning av koldioxidkoncentrationen.
Under utveckling av standarden klargjordes att koldioxidkoncentrationen varierar så kraftigt beroende på fysiska kroppsliga parametrar mellan olika personer, att det omöjliggör uträkning av alkoholkoncentrationen med den noggrannhet som krävs för alkolås.

## EN 50436-6
„EN 50436-6: Alcohol interlocks - Test methods and performance requirements - Part 6: Data security"
- 1:a utgåvan: Mars 2015[6]

Standarden specificerar ytterligare krav för att skydda nedladdning och hantering av data från alkolåset.
Tillbehör som genererar data, exempelvis kamera eller GPS faller under denna standard såväl som tillbehör för överföring av data.
Standarden är ett supplement till EN 50436-1 och EN 50436-2. Standarden riktar sig främst mot testlaboratorier, tillverkare av alkolås, och myndigheter och organisationer som hanterar data från alkolåsen.

## EN 50436-7
„EN 50436-7: Alcohol interlocks - Test methods and performance requirements - Part 7: Installation document"
- 1:a utgåvan:  December 2016[7]

Alkolås är ofta installerade på eftermarknaden. Alkolåset ska inte störa korrekt funktion av fordonet, inte påverka säkerheten, och vara så enkel installation som möjligt. Dessutom bör installationskostnaden hållas så låg som tekniken tillåter.
Därför är det önskvärt med en standard för installation, designad av fordonstillverkaren för att ge nödvändig information för korrekt installation i en viss fordonstyp.
Standarden definierar innehållet och formatet på installationsinstruktionerna, fordonstyp, elschema, monteringsanvisning och eventuella rekommendationer för att undvika säkerhetsrisker.
Standarden är applicerbar på alla typer av alkolåsinstallationer.
Standarden riktar sig till fordonstillverkare och tillverkare av alkolås..
EU har uppmärksammat att installation av alkolås är ett ökande problem med ny elarkitektur och olika motoralternativ. interlocks. Därför är det planerat att det blir obligatorisk för fordonstillverkare att ange installationsinstruktioner i enlighet med EN 50436-7 i samband med typgodkännandet av fordonet.